# Liste des conseillers nationaux du canton de Nidwald
Cette page liste les représentants du canton de Nidwald au Conseil national depuis la création de l'État fédéral en 1848.

## Abréviations des partis
- PCP : Parti conservateur populaire
- PDC : Parti démocrate-chrétien
- PRD : Parti radical-démocratique
- UDC : Union démocratique du centre

Autres tendances et mouvements politiques :
- CL : Centre libéral
- CC : Conservatisme catholique
- GL : Gauche libérale

## Liste
| Nom                  | Parti                               | Mandat              | Né   | Mort |
| -------------------- | ----------------------------------- | ------------------- | ---- | ---- |
| August Albrecht      | PDC                                 | 1967–1979           | 1907 | 1988 |
| Franz Durrer         | CC                                  | 1851–1854           | 1790 | 1857 |
| Robert Durrer        | CC                                  | 1874–1889           | 1836 | 1889 |
| Eduard Engelberger   | PRD                                 | 1995–2011           | 1940 |      |
| Theodor Gabriel      | PCP                                 | 1932–1935           | 1875 | 1951 |
| Joseph Iten          | PDC                                 | 1979–1995           | 1943 |      |
| Melchior Joller      | GL                                  | 1857–1860           | 1818 | 1865 |
| Peter Keller         | UDC                                 | 2011–               | 1971 |      |
| Karl Niederberger    | CC/PCP                              | 1896–1917           | 1847 | 1917 |
| Gottfried Odermatt   | PCP                                 | 1935–1943           | 1880 | 1947 |
| Joseph Odermatt      | PCP                                 | 1955–1967           | 1892 | 1977 |
| Hans von Matt senior | CC                                  | 1890–1896           | 1842 | 1900 |
| Hans von Matt junior | PCP                                 | 1917–1932           | 1869 | 1932 |
| Arnold Wagner        | PCP                                 | 1943–1955           | 1890 | 1980 |
| Alois Wyrsch         | CL (jusqu'en 1866) CC (depuis 1866) | 1860–1872           | 1825 | 1888 |
| Melchior Wyrsch      | CC                                  | 1848–1851 1854–1857 | 1817 | 1873 |
| Walter Zelger        | CC                                  | 1872–1874           | 1826 | 1874 |

## Sources
- (de) Cet article est partiellement ou en totalité issu de l’article de Wikipédia en allemand intitulé « Liste der Nationalräte des Kantons Nidwalden » (voir la liste des auteurs).
- « Banque de données recensant les membres des conseils depuis 1848 », Parlement suisse